# 성실청
성실청(Court of Star Chamber) ,또는 성실재판소(星室裁判所)는 잉글랜드의 제임스 1세(James Ⅰ, 1566~1625)와 찰스 1세 시절 유명했던 형사법원이다. 1641년 의회법(Act of Parliament)에 의해 폐지되기까지 고문과 불공평한 심의를 하는 법원으로 악명 높았다. 영어에서 "불공평한 법원(위원회)"을 뜻할 때 이 표현을 쓸 정도로 불공평의 상징이었다.
천장에 금박 별들로 장식돼 있는 방이라고 해서 성실(星室), 즉 star chamber라는 이름이 붙었다. 찰스 1세가 친 가톨릭 정책들을 강행하는 데 이 법원을 이용하자, 찰스 왕과 윌리엄 로드 대주교에 반대하는 의원들 및 청교도들에 대한 억압의 상징이 되었다. 1641년에 장기의회(Long Parliament)에 의해 폐지되었다.